# Bendoagung
Bendoagung is een bestuurslaag in het regentschap Trenggalek van de provincie Oost-Java, Indonesië. Bendoagung telt 5979 inwoners (volkstelling 2010).